# Niklas Hauptmann
 (août 2025).
Niklas Hauptmann est un footballeur allemand, né le 27 juin 1996 à Cologne, évoluant au poste de milieu de terrain au FC Cologne.
Il est le fils de Ralf Hauptmann, footballeur international est-allemand.

## Biographie

### FC Cologne
Le 24 mai 2018, il s'engage avec le club de sa ville natale, FC Cologne.

## Statistiques
| Saison                | Club                  | Championnat           | Championnat | Championnat | Coupe(s) nationale(s) | Coupe(s) nationale(s) | Total | Total |
| Saison                | Club                  | Division              | M.          | B.          | M.                    | B.                    | M.    | B.    |
| 2015-2016             | Dynamo Dresde         | 3.Liga                | 2           | 0           | -                     | -                     | 2     | 0     |
| 2016-2017             | Dynamo Dresde         | 2.Bundesliga          | 29          | 2           | 1                     | 0                     | 30    | 2     |
| 2017-2018             | Dynamo Dresde         | 2.Bundesliga          | 25          | 0           | 1                     | 0                     | 26    | 0     |
| Sous-total            | Sous-total            | Sous-total            | 56          | 2           | 2                     | 0                     | 58    | 2     |
| 2018-2019             | FC Cologne            | 2.Bundesliga          | 12          | 0           | -                     | -                     | 12    | 0     |
| 2019-2020             | FC Cologne            | 1.Bundesliga          | -           | -           | -                     | -                     | 0     | 0     |
| Sous-total            | Sous-total            | Sous-total            | 12          | 0           | 0                     | 0                     | 12    | 0     |
| 2020-2021             | Holstein Kiel (prêt)  | 2.Bundesliga          | 31+1        | 0+0         | 5                     | 0                     | 37    | 0     |
| Sous-total            | Sous-total            | Sous-total            | 32          | 0           | 5                     | 0                     | 37    | 0     |
| Total sur la carrière | Total sur la carrière | Total sur la carrière | 100         | 2           | 7                     | 0                     | 107   | 2     |

## Palmarès
|  |  | Dynamo Dresde - 3.Liga : - Champion : 2016 |  | FC Cologne - 2.Bundesliga : - Champion : 2019 |